# Erfgoedplus.be
Erfgoedplus.be is een samenwerkingsverband tussen de stad Leuven, de provincie Limburg en de provincie Vlaams-Brabant. Het initiatief wil de gefragmenteerde erfgoedkennis bundelen, gestandaardiseerd aan elkaar koppelen en gezamenlijk ontsluiten. Erfgoedplus.be heeft als doelstelling om het erfgoedlandschap in kaart te brengen voor beleidsmakers, erfgoedspecialisten, onderzoek en onderwijs, liefhebbers en het ruime publiek. Erfgoedplus.be richt zich op alle erfgoed.

## Aanleiding en historiek
Het initiatief om een erfgoeddatabank uit te werken werd in 2000 genomen door provincie Limburg. Het opstarten van deze erfgoeddatabank werd gezien als een noodzakelijk en praktisch instrument om het erfgoedbeleid vorm te geven. Ook vanuit het professionele erfgoedwerkveld groeide de vraag om alle beschikbare erfgoedinformatie te centraliseren. Er was al heel wat kennis over het erfgoed voorhanden maar het was niets steeds eenvoudig toegankelijk. De bestaande erfgoedinformatie was verspreid over verschillende collecties die elk eigen softwaresystemen gebruikten (ADLIB, TMS, Access en Excel). Van meet af aan werd besloten om de erfgoeddatabank uit te werken als een verzamelaar van gegevens uit andere databanken. De erfgoeddatabank vervangt de reeds bestaande inventarissen en databanken niet maar brengt wel hun informatie op een gestandaardiseerde manier samen. Door standaarden te gebruiken, is het mogelijk om verbanden te leggen tussen gegevens uit geheel uiteenlopende verzamelingen. In 2006 groeide het initiatief uit tot een samenwerkingsverband met de stad Leuven en de provincie Vlaams-Brabant. Vanaf dit moment werd gekozen voor 'Erfgoedplus.be' als overkoepelende benaming. De gemeenschappelijke zoekwebsite voor beide provincies werd gelanceerd op 5 mei 2009.

## Erfgoedplus.be platform
Het Erfgoedplus.be platform bestaat uit een database met erfgoedinformatie (Erfgoeddatabank), een portal om deze informatie naar het publiek te ontsluiten en een online (web-based) toepassing om lokale erfgoedcollecties te registreren (Erfgoedregister).
De Erfgoeddatabank (XML) van Erfgoedplus.be verzamelt gegevens op drie manieren: uitwisseling met instellingen en organisaties die gespecialiseerde databanken beheren, uit museumcollecties via conversies en lokale erfgoedcollecties (privécollecties, archieven, kerkfabrieken, geschied- en heemkundige kringen) online met het Erfgoedregister. Erfgoedplus.be implementeert standaarden en technologieën van het semantisch web (Web 3.0). Met instellingen en organisaties die gespecialiseerde databanken beheren, zoekt Erfgoedplus.be naar samenwerking. Zo zijn er koppelingen en uitwisselingen met het KIK (Koninklijk Instituut voor het Kunstpatrimonium), Archiefbank Vlaanderen en het VIOE (Vlaams Instituut voor het Onroerend Erfgoed).
Erfgoedplus.be is een verzamelaar (aggregator) van lokaal erfgoed voor Europeana. Vanaf 2010 worden gegevens uit alle deelnemende collecties periodiek geoogst en getoond op de Europese zoekwebsite www.europeana.eu.

## Standaarden en software
Erfgoedplus.be gebruikt waar mogelijk bestaande standaarden en systemen. Toegepaste museale en internationale standaarden; AAT-Ned (Nederlandstalige Art & Architecture Thesaurus), SPECTRUM, MovE invulhandboek en CIDOC-CRM (CIDOC Conceptual Reference Model ). Voor thesauri en trefwoordenlijsten wordt gebruikgemaakt van OWL en SKOS. De XML Erfgoeddatabank wordt naar RDF triples geconverteerd in functie van de semantische webtechnologie en in XSLT voor Erfgoedplus.be en het Erfgoedregister. Voor Europeana wordt de XML geconverteerd naar het Europeana ESE formaat en ter beschikking gesteld in een Repox repository voor OAI-PMH harvesting. Gebruikte software en systemen zijn onder meer Orbeon, Berkeley DBXML, NetKernel 1060, Mondeca, Alfresco, Seamark, JavaScript en Drupal.

## Praktische werking
De beheerders van Erfgoedplus.be zijn het Provinciaal Centrum voor Cultureel Erfgoed (PCCE, Provincie Limburg) en haar partners Dienst Cultuur van Provincie Vlaams-Brabant en de Erfgoedcel Leuven. Het Erfgoedplus.be platform reikt de instrumenten aan om erfgoedgegevens samen te brengen, aan elkaar te koppelen en te ontsluiten. Erfgoedplus.be stelt zelf geen inventarissen samen en grijpt niet in op de inhoud of 'erfgoedwaarde' van de aangeleverde gegevens. Verantwoordelijkheid hiervoor ligt bij de deelnemers en gebruikers van Erfgoedplus.be.

### Basisprincipes
- Erfgoedplus.be vervangt de bestaande collecties en inventarissen niet.
  - Collecties die reeds professionele software gebruiken (vb. ADLIB, TMS.), blijven dit in deze software beheren. In dit geval verzamelt Erfgoedplus.be gegevens op basis van een periodieke export.
  - Informatie op Erfgoedplus.be maakt de collectie of het deelnemend archief niet overbodig. Om het object in detail te bestuderen, dient men nog steeds contact op te nemen met de collectie zelf. Erfgoedplus.be heeft hier de functie van een informatieve wegwijzer.
- Beheerders van een collectie zijn het beste geplaatst om erfgoedinformatie aan te leven. De beheerders van Erfgoedplus.be zullen hier niet op ingrijpen.
  - Beheerders kennen hun collectiestukken en de achtergrond van deze voorwerpen (oorsprong, verwerving.). Vanuit hun overzicht en kennis zijn zij dan ook het best geplaatst deze informatie zo correct mogelijk aan te leveren.
  - Collectiebeheerders bepalen zelf welke voorwerpen zij als 'erfgoed' benoemen. Erfgoedplus.be streeft naar een zo volledig mogelijke ontsluiting van alle erfgoed en legt hier geen richtlijnen of beperkingen op.
  - Collectiebeheerders bepalen zelf welke informatie voor hen correct is. Wanneer bezoekers van de website reageren op een voorwerp met een correctie of extra informatie is het aan de collectiebeheerder om hier al-dan-niet rekening mee te houden
- Erfgoedplus.be is enkel een verzamelplek.
  - Erfgoedplus.be respecteert de rechten van de aangeleverde informatie. Collecties blijven in bezit en beheer van de deelnemers.
  - Collectiebeheerders zijn echter ook zelf verantwoordelijk voor het aangeleverde materiaal met betrekking tot de bescherming van de persoonlijke levenssfeer (bv. archiefstukken) of auteursrecht (bv. foto's).
- Erfgoedplus.be is ontwikkeld voor een collectieve doelstelling.
  - Erfgoedplus.be ontwikkelt geen gepersonaliseerde websites. Elke collectie blijft duidelijk herkenbaar maar ze maken deel uit van een formule die voor alle collecties identiek is. (De website Erfgoedplus.be is slechts één manier waarop gegevens in de Erfgoeddatabank getoond kunnen worden. Andere kanalen zijn 'Europeana' of 'Venster op Leuven'.)
  - In functie van het collectief worden vaste formats ontwikkeld (navigatie, vormgeving website, veldtitels, benamingen, bundeling van informatie.).

### Inhoudelijke duurzaamheid
Erfgoedplus.be streeft naar standaarden. De beheerders van Erfgoedplus.be grijpen niet in op de erfgoedinformatie zelf maar wel op de vorm waarop deze inhoud wordt aangeleverd. Standaardisering is noodzakelijk om de erfgoedinformatie onderling te koppelen, eenduidig en relevant te ontsluiten. Elke collectie heeft zijn eigen manier van omschrijven, benoemen en inventariseren. Deze veelvoud aan variaties moet gestroomlijnd om uitwisseling van gegevens mogelijk te maken.
- Bij een export vanuit professionele software wordt in wederzijds overleg afgesproken hoe gegevens geconverteerd moeten worden naar de Erfgoeddatabank. Binnen de eigen inventaris hoeft de collectie niets aan te passen of te wijzigen. Voor elke collectie of museum wordt een individuele macro voor de conversie aangemaakt.
- Wanneer een collectie geen professionele software gebruikt, wordt het Erfgoedregister ter beschikking gesteld om een inventaris in uit te werken. Deze inventaris wordt bewaard en beveiligd binnen het Erfgoedplus.be platform. Het Erfgoedregister is danig vormgegeven dat de nodige standaarden worden gebruikt (verplichte velden, keuze- en selectielijsten, thesauri.). Als begeleiding wordt verwezen naar het MovE invulhandboek.

De beheerders van Erfgoedplus.be komen in contact met het brede erfgoedveld. Niet enkel musea, professionele collecties en archieven worden bij het initiatief betrokken, maar ook niet-professionele verzamelingen kunnen aan Erfgoedplus.be deelnemen. Het Erfgoedregister is dan ook op maat van lokale en niet-professionele collecties ontwikkeld. Om voor een consequente vorm te zorgen, en om de gebruikte standaarden breed toegankelijk te maken, zorgen de beheerders van Erfgoedplus.be voor opleidingen, begeleiding en ondersteuning tijdens het inventariseren. 